# Famille Perlov

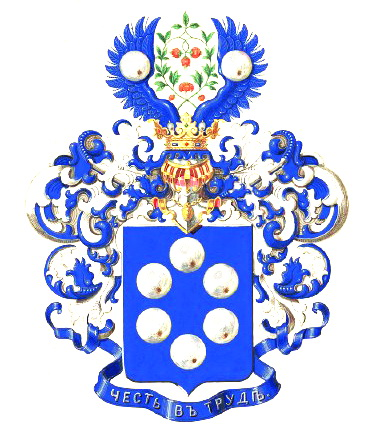
Armes des Perlov.

Les Perlov (Пе́рловы) forment une dynastie russe d'entrepreneurs et de négociants de thé, issus de « gens noirs » ou « gens des possads » moscovites, c'est-à-dire d'artisans et de commerçants organisés par quartiers et métiers à l'époque féodale et qui payaient l'impôt direct. Ils ont été faits citoyens d'honneur héréditaires en 1836 et ont accédé à la noblesse héréditaire en 1887.

## Origines de la famille Perlov

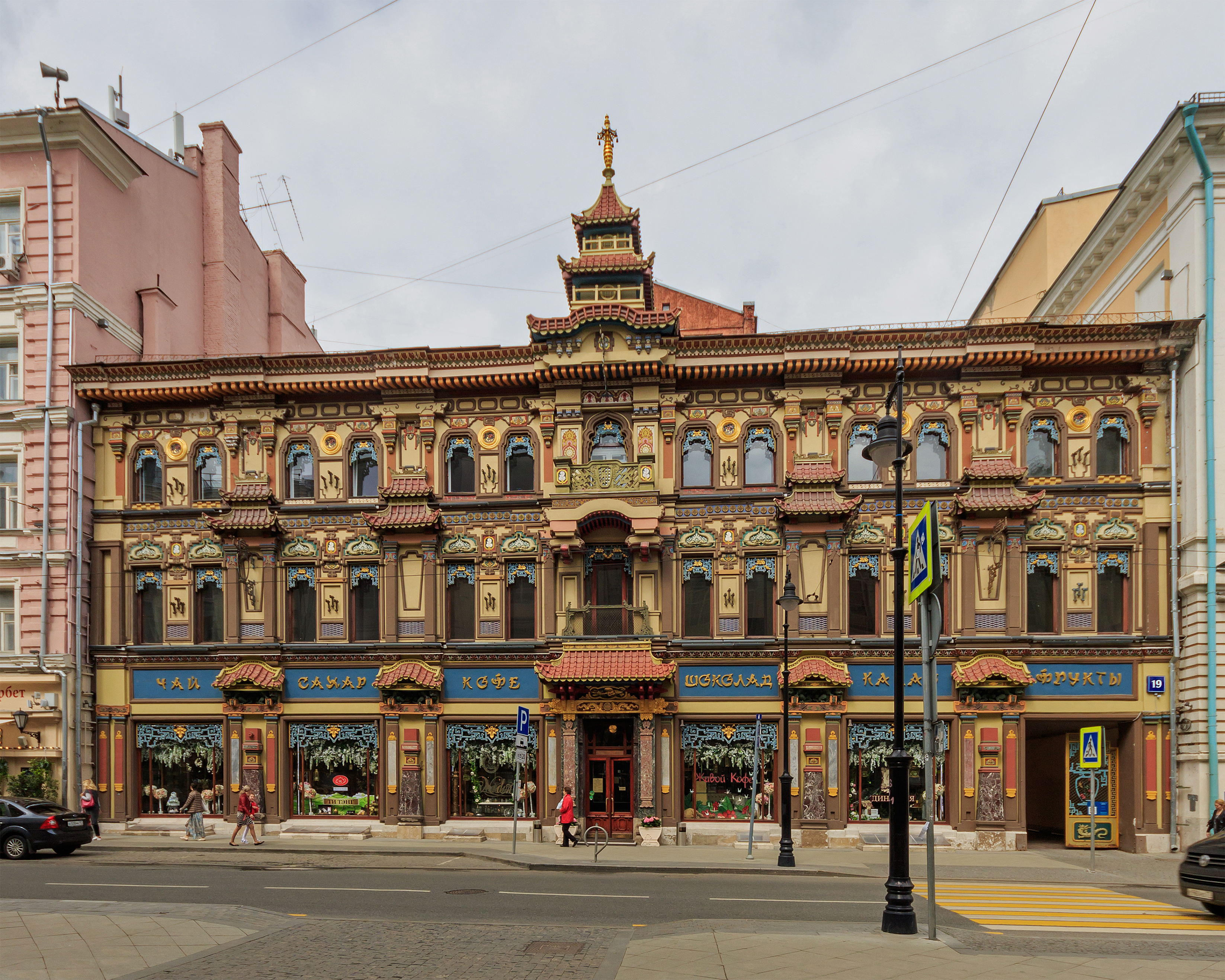
Maison de thé Perlov à Moscou, rue Miasnitskaïa.

Les premiers représentants de la dynastie des Perlov sont connus par des livres de confession du début du XVIIIe siècle de l'église Saint-Alexis de la sloboda Rogojskaïa, dans les faubourgs Est de Moscou.
Le mérite historique des marchands Perlov a été de répandre le thé en Russie dans toutes les classes de la société et largement dans le peuple. Le premier magasin de la marque Perlov a ouvert ses portes en 1823 à Moscou sur la rue Ilinka.
Le 6 février 1887, un oukaze de l'empereur Alexandre III anoblit la famille Perlov pour le centenaire de la firme. Il confère la noblesse héréditaire aux citoyens d'honneur Sergueï, Alexeï, Vassili, Ivan et Nikolaï Perlov « en attention à l'activité centenaire de la famille Perlov de la classe des marchands de Moscou, dans le domaine du commerce et en récompense de leurs mérites »,.

## Blason
Dans un écu d'azur, six perles de couleur naturelle sont disposées en cercle.
Au dessus de l'écu se trouve un casque couronné. Cimier : Entre deux ailes d'aigle azur, chacune avec une perle de couleur naturelle, un théier avec six fleurs de couleur naturelle. Lambrequin : sur l'écu; il est d'azur, doublé d'argent. Devise : HONNEUR AU TRAVAIL argent sur azur.

## Quelques membres notables
| |  |  |
| Portraits d'Ivan Alexeïevitch Perlov et Agrippine Stepanovna Perlova œuvre de Platon Doubrovine (1842). |  |  |

- Ivan Mikhaïlov Perlov (1700-1759)
  - Alexeï Ivanovitch Perlov (1751-1813)
    - Vassili Alexeïevitch Perlov (1784-1869)
      - Semion Vassilievitch Perlov (1821-1879)
        - Vassili Semionovitch Perlov (1841-1892)
        - Ivan Semionovitch Perlov (1843-1900)
        - Nikolaï Semionovitch Perlov (1849-1911)

      - Sergueï Vassilievitch Perlov (1835-1911)

    - Mikhaïl Alexeïevitch Perlov (1794-1860)
    - Ivan Alexeïevitch Perlov (1796-1861)